# Wapen van Rijswijk (Noord-Brabant)

Wapen van Rijswijk

Het wapen van Rijswijk werd op 14 oktober 1818 aan de Noord-Brabantse gemeente Rijswijk toegekend. Het wapen is een van de varianten op het wapen van het Land van Heusden en Altena, dat wapen bestond uit twee verticaal geplaatste zalmen, dit wapen bestond uit drie horizontaal geplaatste zalmen.

## Blazoenering
De blazoenering van het wapen luidde als volgt:
Van goud, beladen met drie boven elkander geplaatste zalmen van zilver.
Het schild is goud van kleur met daarop drie zilveren zalmen. De zalmen zijn boven elkaar geplaatst en kijken alle drie naar rechts, voor de kijker links. Door deze kleurstelling voldoet het wapen niet aan de regels van de heraldiek: het bestaat uit metaal op metaal. Doordat het zilver op goud is, is het een raadselwapen.

## Vergelijkbare wapens

Wapen van Almkerk
Wapen van Andel
Het wapen van Brasschaat
Wapen van Emmikhoven en Waardhuizen
Wapen van Giessen
Wapen van Werkendam
Voormalige wapen van Woudrichem
Huidige wapen van Woudrichem
Wapen van Spaarndam, in kleur en voorstelling tegengesteld.